# تساریچینا
تساریچینا (به صربی: Caričina) یک روستا در صربستان است که در سینیتسا واقع شده‌است. تساریچینا ۲۰ نفر جمعیت دارد.